# Corpo dei vigili del fuoco dello Stato della Città del Vaticano

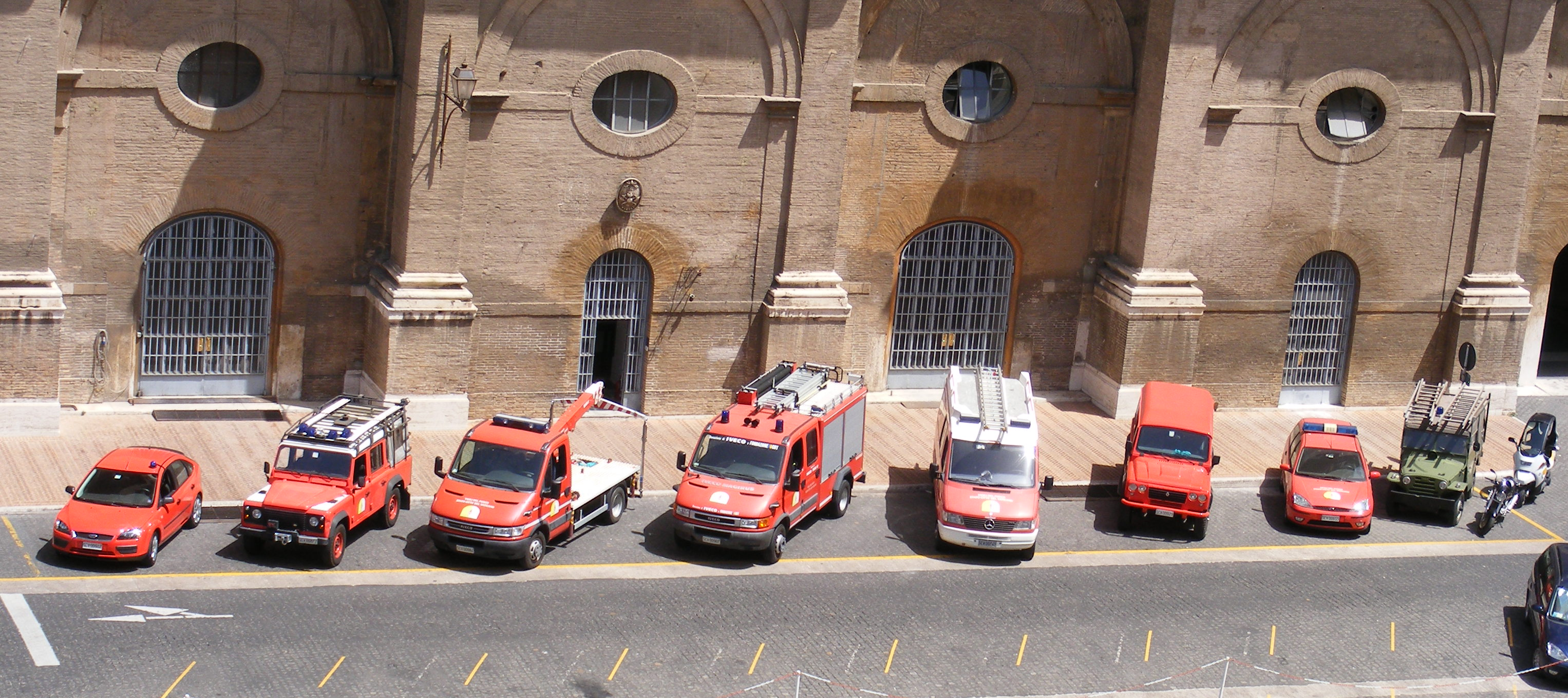
I mezzi del corpo fuori dalla caserma, nel cortile del Belvedere

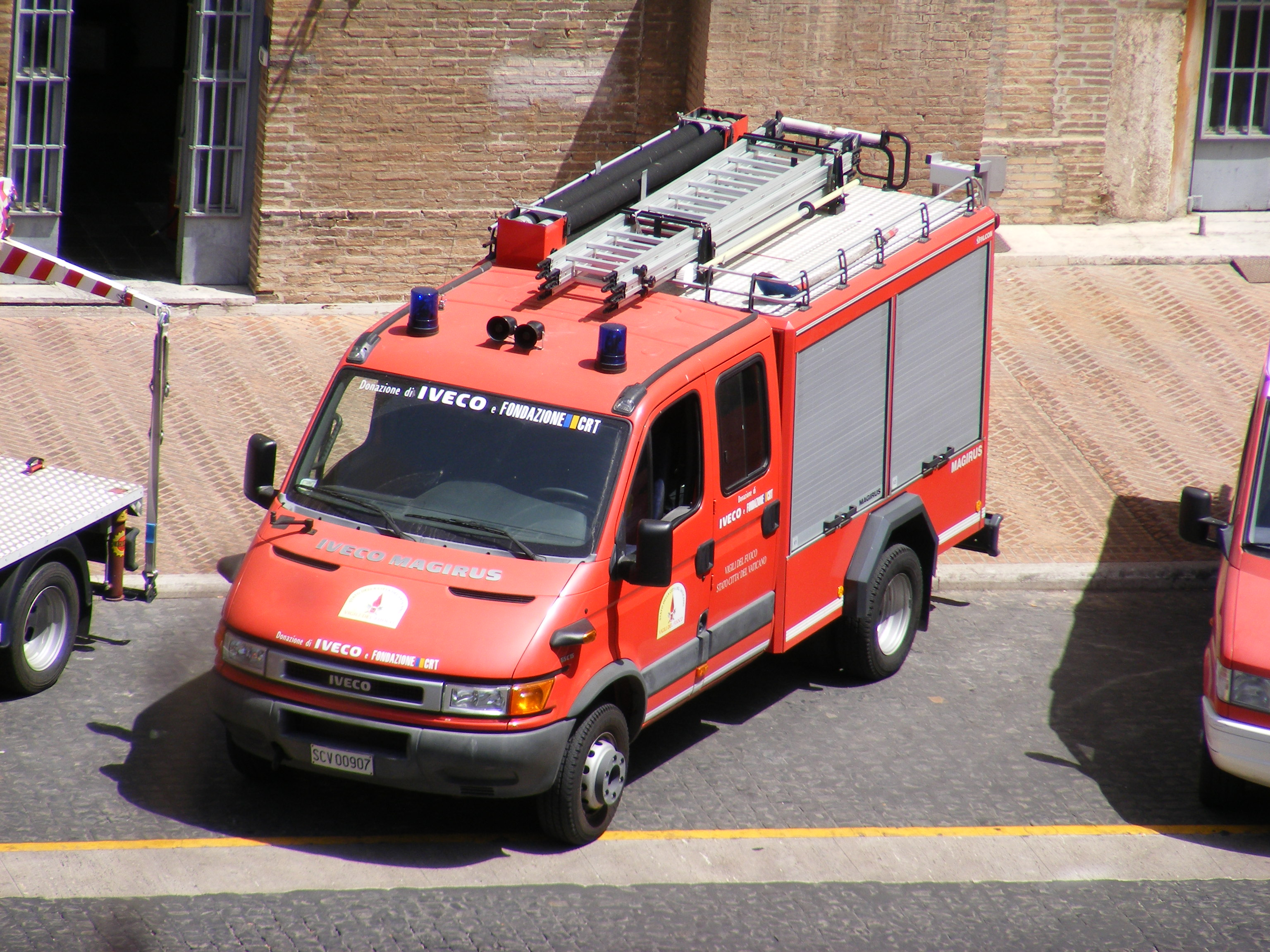
L'autopompa Iveco Daily versione Iveco Magirus

Il Corpo dei vigili del fuoco dello Stato della Città del Vaticano è un organismo istituzionale ad ordinamento civile dello Stato della Città del Vaticano, istituito nel 1941 da papa Pio XII.
I compiti d'istituto del corpo sono la salvaguardia delle persone, degli animali e dei beni sia attraverso la prevenzione che attraverso il soccorso tecnico urgente nei casi di emergenza, con operazioni antincendio, di primo soccorso, protezione civile e di difesa N.B.C.
I santi patroni del corpo sono papa Leone IV, a cui la tradizione attribuisce la miracolosa estinzione di un incendio divampato nel rione Borgo (evento rappresentato da Raffaello nell'affresco Incendio di Borgo) e santa Barbara, patrona anche dei vigili del fuoco italiani, nel giorno della cui memoria si celebra la festa del corpo, il 4 dicembre.

## Storia
Il Corpo dei vigili del fuoco affonda le sue radici nel Corpo dei pompieri, militarmente organizzato ed armato, che prestava servizio in eleganti uniformi attorno al 1820, all'epoca dello Stato Pontificio; agli inizi del 1900, poi, era in servizio una Guardia ai fuochi.
Fu papa Pio XII, nel 1941, ad istituire un vero e proprio nucleo dei vigili del fuoco: inizialmente era formato da 10 elementi scelti tra i dipendenti del Vaticano, che venivano addestrati presso le scuole centrali antincendi di Roma. Il corpo fu affidato alla protezione di sant'Antonio abate e trovò sede nel palazzo Apostolico, con ingresso dal cortile del Belvedere, dove si trova tutt'oggi.
Nel 2002, a seguito di una riforma operata da papa Giovanni Paolo II, il corpo passò dalle dipendenze della Direzione dei servizi tecnici del Governatorato alla Direzione dei servizi di sicurezza e protezione civile, a cui appartiene anche il Corpo della gendarmeria e al cui vertice è posto proprio l'ispettore generale della gendarmeria.

## Operazioni
La quasi totalità delle operazioni a carico dei vigili del fuoco vaticani sono di tipo quotidiano e si svolgono all'interno del territorio nazionale: essi infatti si occupano della periodica manutenzione degli estintori e degli impianti antincendio dello Stato, del servizio antincendio presso l'eliporto di Città del Vaticano e delle verifiche strutturali degli edifici; non mancano tuttavia gli interventi di soccorso urgente a seguito di infortuni, allagamenti o incidenti stradali.
Di particolare rilievo per il corpo è stato l'invio di 8 vigili del fuoco presso Onna in occasione del tragico terremoto del 2009.

## Personale
Il personale era inizialmente scelto tra dipendenti del Vaticano, che frequentavano appositi corsi presso le scuole centrali antincendi di Roma. Attualmente i vigili del fuoco vengono appositamente selezionati, preferibilmente tra coloro che hanno svolto analogo servizio in Italia o all'estero, e hanno inoltre una continua formazione professionale realizzata in collaborazione con il Corpo nazionale dei vigili del fuoco, presso la Scuola di formazione di base, e la protezione civile italiani.
Nel 1941 i vigili del fuoco erano 10, mentre oggi il corpo ha raggiunto le 30 unità, che prestano servizio divise in tre turni giornalieri da 5 vigili ciascuno.
L'attuale ufficiale addetto è il maggiore Paolo De Angelis, ingegnere strutturale, mentre il caporeparto (grado equivalente a quello di capodipartimento per i vigili del fuoco italiani) è Sandro Cancia; ai dirigenti è affiancato il personale tecnico e amministrativo. L'intero corpo è poi alle dipendenze del direttore dei Servizi di sicurezza e protezione civile, nonché ispettore generale della Gendarmeria, Dott. Ing. Gianluca Gauzzi Broccoletti.
Particolare rilievo ha per il corpo la figura del cappellano, che dal 2006 è ricoperta da monsignor Giulio Viviani, già cappellano della gendarmeria dall'anno precedente. Molte delle funzioni religiose connesse ai due corpi si svolgono nella cappella di San Pellegrino, messa a loro disposizione e contenente le icone dei rispettivi patroni.

### Requisiti per l'arruolamento
Possono entrare nel corpo dei vigili del fuoco tutti i cittadini maschi, celibi, con un diploma di scuola media superiore e di età compresa tra i 21 e i 25 anni; oltre all'idoneità fisica alle mansioni da svolgere è necessario professare e praticare la fede cattolica: tale caratteristica dovrà essere comprovata da una lettera di presentazione del proprio parroco o di un sacerdote, in cui assicuri una seria conoscenza, anche religiosa, dell'interessato.
La precedenza viene data al personale che ha già prestato servizio nei vigili del fuoco, nella protezione civile o che abbia esperienza di sicurezza nei luoghi di lavoro.

## Mezzi
I mezzi attualmente in dotazione sono:
- un Mercedes-Benz Econic con piattaforma idraulica aerea (snorkel) da 32 metri[5];
- un'autopompa Iveco Daily Magirus[6];
- un altro Iveco Daily in versione carro attrezzi;
- un veicolo polisoccorso su Mercedes-Benz Sprinter;
- tre fuoristrada, tra cui una Fiat 1101 Campagnola e un Land Rover 110;
- fuoristrada Santana PS-10;
- due Ford Focus di servizio;
- un Man TGE 8.160 Autopompa;
- un quad;
- 2 moto da enduro.